# Ariane 5

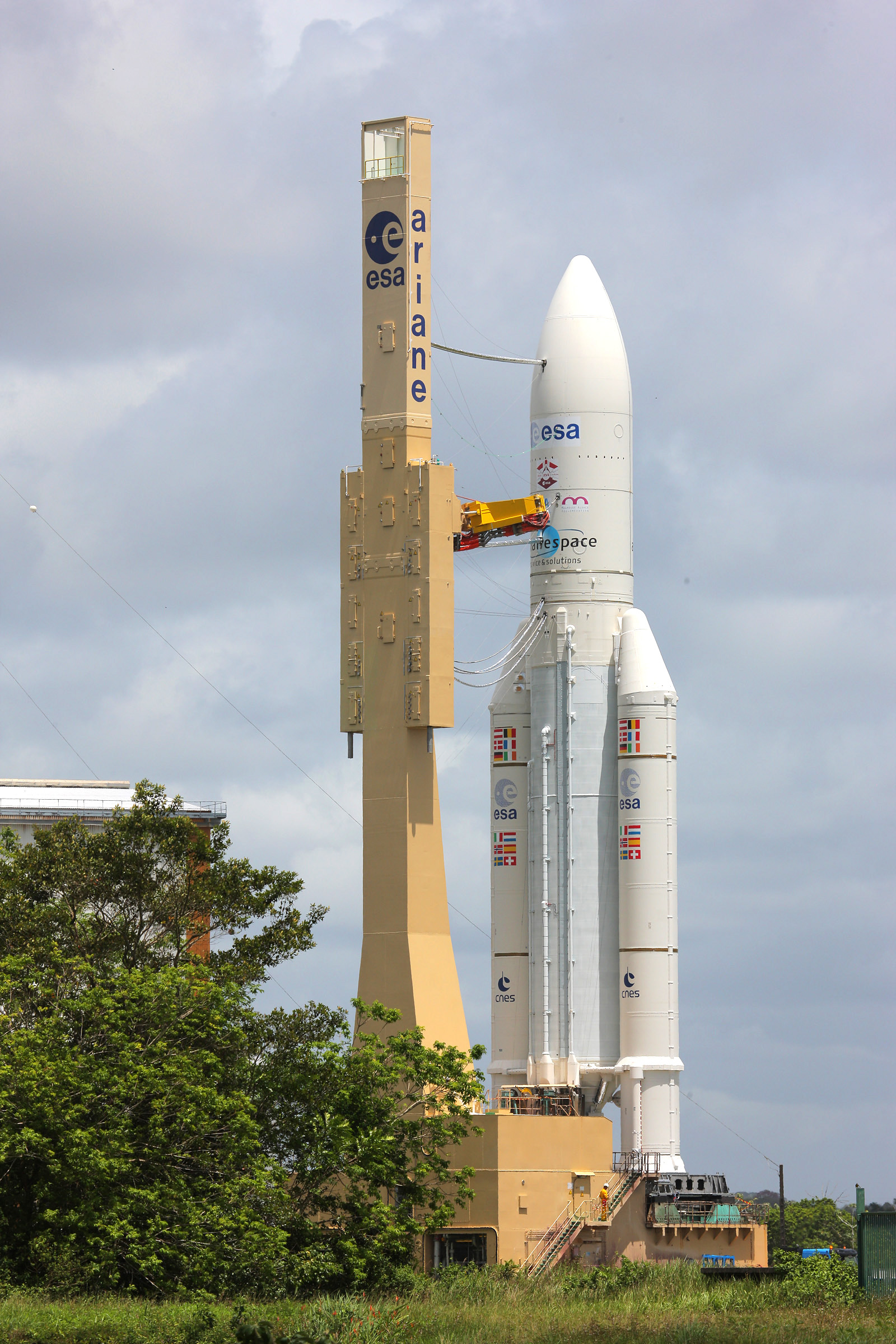
Ariane 5ES mit ATV 4 auf dem Weg zur Startrampe. Die Betankungsarme werden bei dieser Version ohne kryogene Oberstufe nicht verwendet.

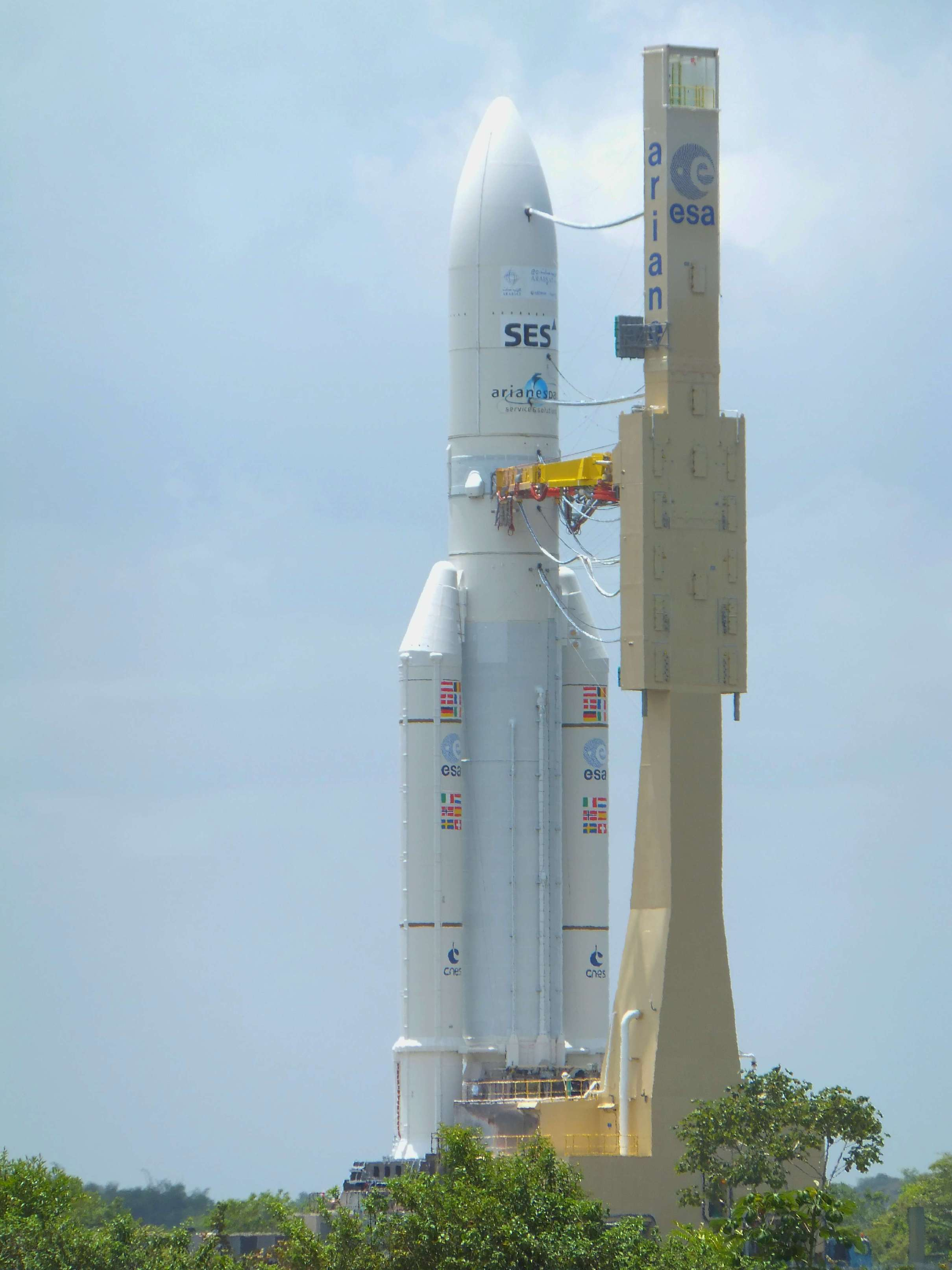
Ariane 5ECA mit Arabsat-5C und SES-2 auf dem Weg zur Startrampe. Die beiden Arme zur Betankung der kryogenen zweiten Stufe sind angelegt.

Die Ariane 5 war eine europäische Trägerrakete aus der Ariane-Serie, die im Auftrag der ESA entwickelt wurde und von 1996 bis 2023 im Einsatz war. Sie war die bis dahin leistungsfähigste europäische Trägerrakete und ermöglichte es, schwere Nutzlasten in Erdumlaufbahnen und Fluchtbahnen zu befördern. Als Nachfolgemodell ging 2024 mit mehreren Jahren Verspätung die Ariane 6 in Betrieb.

## Konzept und Anwendungen
Während der Konferenz in Den Haag im November 1987 bewilligte der ESA-Ministerrat die Entwicklung eines ersten europäischen Schwerlastträgers, um für die immer größer werdenden Telekommunikationssatelliten gewappnet zu sein. Zu diesem Zeitpunkt konnte die ESA bereits auf einen langen, erfolgreichen Einsatz der Ariane-Reihe zurückblicken.
Das Ziel bei der Entwicklung der Ariane 5 war eine mit einem Gesamtgewicht von bis zu 6,8 Tonnen 60 % höhere Nutzlast für eine geostationäre Transferbahn (GTO) bei nur 90 % der Kosten einer Ariane 44L. Dies entspricht einer Verringerung der Kosten pro Masse-Einheit um 44 %.
Einen weiteren Anwendungsbereich der Ariane 5 sollte der europäische Raumgleiter Hermes darstellen. Der Raumgleiter sollte mit einer eigenen europäischen Rakete gestartet werden können. Hermes wäre von der Rakete auf einer suborbitalen Bahn ausgesetzt worden, welche die Raumfähre mit eigenem Antrieb in eine erdnahe Umlaufbahn angehoben hätte. Das Projekt wurde jedoch 1993 eingestellt. Während der Entwicklung des NASA X-38 Crew Return Vehicles war die Ariane 5 für eine weiterentwickelte Variante dieses Raumfahrzeugs im Gespräch. 2014 kamen Überlegungen bei der ESA auf, den in der Entwicklung befindlichen US-Raumgleiter Dream Chaser mit der Ariane 5 zu starten.
Durch den Aufbau der Ariane 5 mit einer bewusst sehr niedrig gehaltenen Anzahl von Triebwerken sollte eine sehr hohe Zuverlässigkeit erreicht werden. Obwohl Hermes nie gebaut wurde, wurde eine bemannte Nutzung der Ariane 5 nicht ausgeschlossen. Die angestrebte Zuverlässigkeit der Rakete lag mit 99 % für eine einstufige Variante eine Größenordnung höher als bei der Ariane 4, die nur für Satellitenstarts entwickelt worden war und viele Triebwerke besaß. Für die zweistufige Variante waren 98,5 % anvisiert. Entsprechend groß war die Enttäuschung, als die Ariane 5 gleich beim Erstflug einen Fehlstart erlitt, während ihre Vorgängerin erfolgreich weiter flog.
Mit der Ariane 5 wurden hauptsächlich Kommunikationssatelliten in eine geostationäre Transferbahn gebracht.

## Entwicklung und Vertrieb
Die Ariane 5 wurde von Raumfahrtunternehmen aus den ESA-Mitgliedstaaten im Auftrag der ESA entwickelt. Dabei stellte jeder Mitgliedstaat, der sich an dem Projekt beteiligen wollte, finanzielle Mittel zur Verfügung. Die Industrie des jeweiligen Staates bekam dann Entwicklungsaufträge entsprechend dem Anteil der Beiträge des Staates. Die ESA ließ das Projekt von der französischen Raumfahrtbehörde CNES durchführen, welche die technische Leitung, das Finanzmanagement und die Verteilung der Aufträge an die einzelnen Unternehmen in den Partnerstaaten übernahm. Die Startgesellschaft Arianespace musste deshalb die Einzelteile der Rakete bei den von der ESA ausgewählten Unternehmen bestellen und auch von den dafür ausgewählten Unternehmen montieren lassen.
Nach dem Fehlstart beim ersten Flug der Ariane 5 ECA im Jahr 2002 wurde dieses komplizierte System abgeschafft und die EADS Space Transportation (später EADS-Tochter Astrium Space Transportation, heute Airbus Defence and Space) zum Hauptauftragnehmer ernannt. Die Airbus Defence and Space baute seitdem die Raketen komplett aus den von ihr und den Partnerfirmen hergestellten Einzelteilen zusammen und war für die Funktionsfähigkeit der kompletten Raketen verantwortlich. Sie lieferte die Raketen nach der Endabnahme an ihren Kunden Arianespace.
Für die ersten drei Starts waren ESA und CNES direkt verantwortlich, später übernahm Arianespace die Vermarktung. Die Rakete wurde auch internationalen Kunden zum Start ihrer Satelliten gegen Entgelt (ca. 180 Millionen Dollar) angeboten. Die meisten Starts entfielen auf diese Kunden, dagegen startete die ESA durchschnittlich nur etwa 1–2 mal pro Jahr Nutzlasten mit der Ariane 5.
Die Entwicklungskosten der Ariane 5 betrugen etwa 5,8 Milliarden Euro (6,7 Milliarden US-Dollar). Direktor des Ariane-Programms war der deutsche Raumfahrtingenieur Horst Holsten.

## Technik

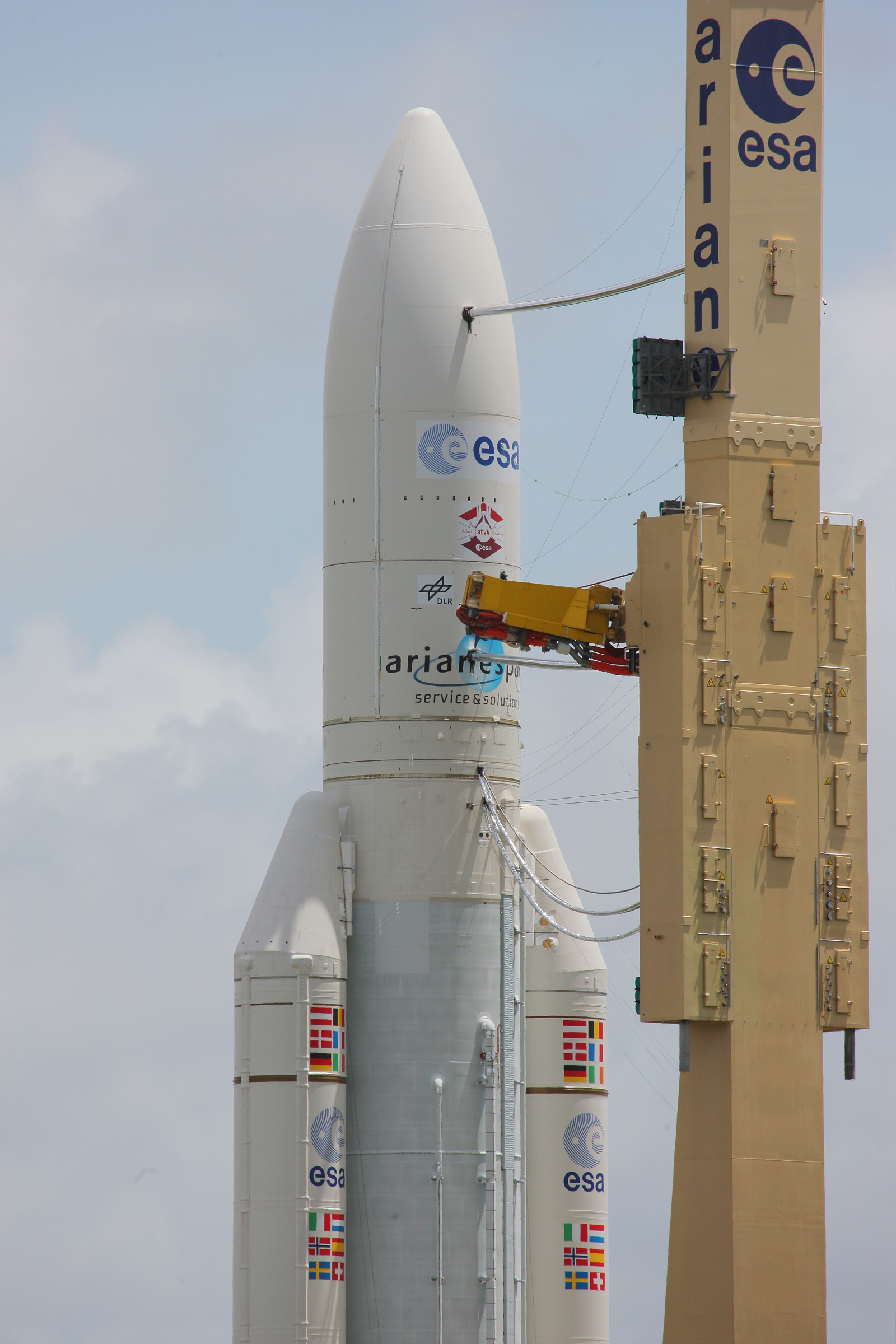
Eine lange Nutzlastverkleidung umhüllt das ATV 4 auf der Spitze einer Ariane 5

Die auf Hermes optimierte Grundausführung der Ariane 5 heißt Ariane 5G (générique). Sie bestand aus:
- zwei Feststoffboostern (Bezeichnung EAP P238). Diese Booster bestanden jeweils aus drei Segmenten, waren etwa 30 m lang (24,75 m Segmentlänge), hatten einen Durchmesser von 3,05 m und eine Wandstärke von 8,1 mm und fassten jeweils 238 Tonnen Festtreibstoff. Sie lieferten ca. 92 % des gesamten Schubs beim Start. Das oberste Segment der Booster war das kürzeste und wurde schon im italienischen Colleferro befüllt. Im Gegensatz zu den beiden anderen längeren Segmenten (die erst am Startplatz befüllt wurden) war es als Sterninnenbrenner ausgelegt. Es lieferte daher beim Start besonders viel Schubkraft, die nach dem Abbrennen der Spitzen des Sterns stark zurückging. Das mittlere und das untere Segment waren dagegen als Innenbrenner ausgelegt. Ihr Schub stieg mit dem Abbrennen von innen nach außen langsam an, da die Abbrandfläche sich mit der Zeit vergrößerte. Die Segmente wurden bis 2004 zusammengesteckt. Jede Verbindung wurde mit einem O-Ring abgedichtet und mit 180 Scherbolzen mit 24 mm Durchmesser gesichert. Ab 2006 wurden sie in einer Elektronenstrahlschweißanlage vakuumverschweißt. Die Booster hatten ein vorgegebenes, sich laufend veränderndes Schubprofil mit durchschnittlich 4400 kN Schub, das auf maximal 6650 kN stieg. Die Brennzeit betrug 130 Sekunden, danach wurden sie abgeworfen. Der Treibstoff APCP bestand zu 14 % aus hydroxyl-terminiertem Polybutadien (HTPB), zu 18 % Aluminiumpulver und zu 68 % Ammoniumperchlorat.[9] Die Boostergehäuse produzierte die Firma MT Aerospace AG in Augsburg aus Stahl. Die Booster wurden in einigen Fällen zur Qualitätskontrolle mit einem in der Nasenkappe befindlichen zweistufigen Fallschirmrückkehrsystem ausgerüstet, wodurch nach dem Einsatz eine Bergung aus dem Meer möglich war.[10]

- einer sehr großen Hauptstufe (Bezeichnung EPC H158). Ihr Leergewicht betrug dank extremer Aluminium-Leichtbauweise nur 12,5 Tonnen. Das Material war so dünn, dass die Rakete unter ihrem eigenen Gewicht zusammengebrochen wäre, falls man die Stufe leer aufgerichtet hätte. Stabilität erlangte sie erst durch den eingefüllten Treibstoff bzw. Druckgas. Sie war 30,5 m hoch, hatte einen Durchmesser von 5,4 m und fasste 158 Tonnen Treibstoff. Diese Stufe hatte nur ein Triebwerk, das durch die Verbrennung von flüssigem Wasserstoff und Sauerstoff 605 Sekunden lang einen Schub von 1180 kN lieferte und damit nicht genug Schub erzeugte, um die Rakete ohne die Booster abheben zu lassen. Die Hauptstufe wurde von Airbus Defence and Space (vormals EADS Astrium-Space Transportation) in Les Mureaux, Frankreich produziert. Die Tanks der Hauptstufe wurden aus der benachbarten Fabrik von Cryospace zugeliefert. Das Vulcain-Triebwerk der Hauptstufe wurde von einem Konsortium Europäischer Triebwerksfirmen unter der Führung von SEP produziert.

Zum Start der Rakete zündete zunächst nur das Haupttriebwerk. Nachdem die Computer es auf Funktionsfähigkeit überprüft hatten und das Triebwerk auf volle Leistung hochgefahren worden war, wurden nach sieben Sekunden die Feststoffbooster gezündet und die Rakete hob ab. Wenn vor dem Abheben Probleme mit dem Haupttriebwerk festgestellt wurden, konnte es ohne jeglichen Schaden abgeschaltet werden. Dagegen können Feststoffbooster nach dem Zünden prinzipbedingt nicht mehr abgeschaltet werden, was diese Zündungssequenz erklärt.

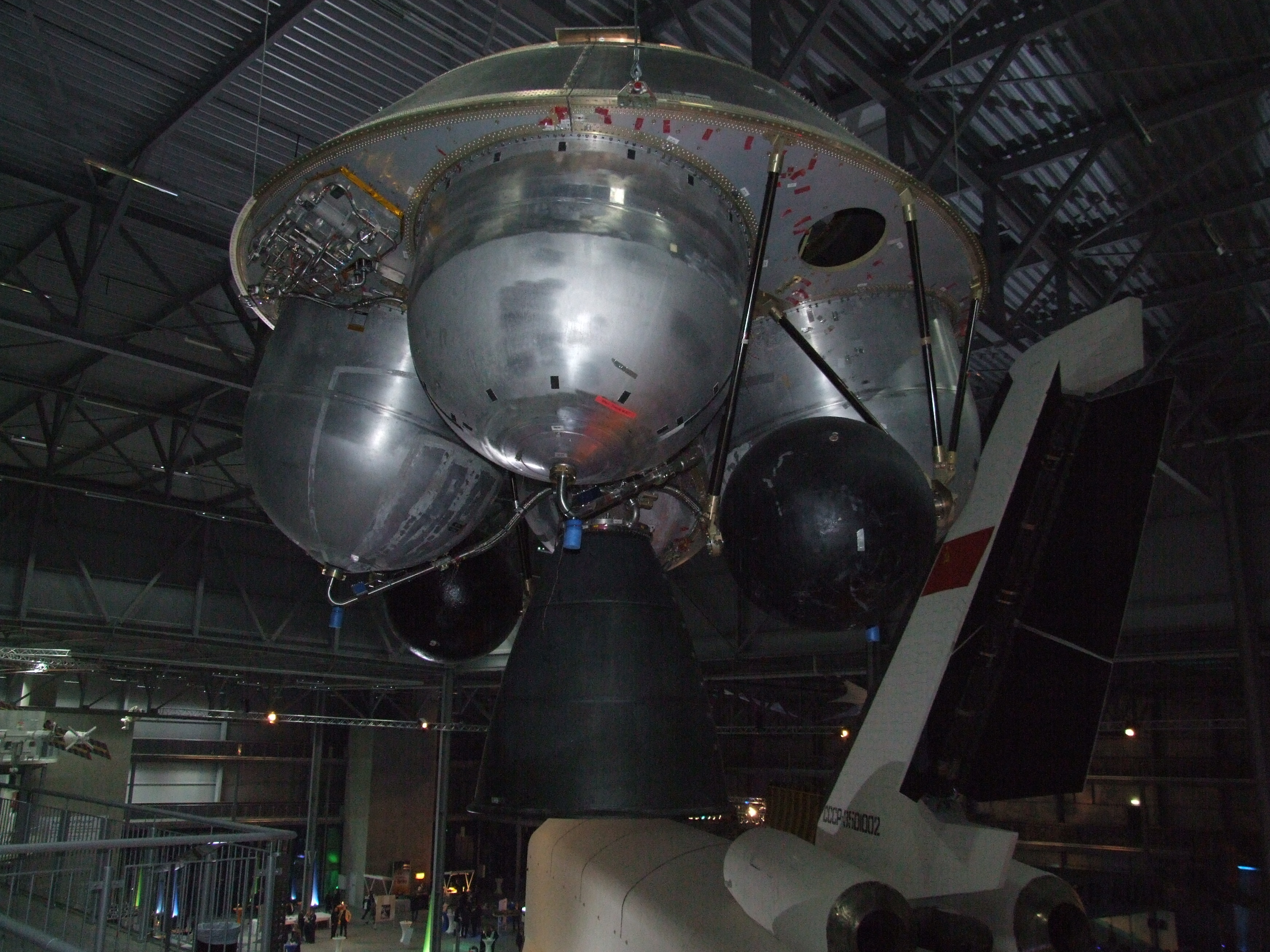
EPS-Oberstufe

- Auf der Hauptstufe saß die in einer Ringstruktur untergebrachte Steuerungseinheit, die den Flug der Ariane 5 steuerte und überwachte. Unmittelbar auf diesem Ring sollte ursprünglich der Raumgleiter Hermes sitzen und nach der Abtrennung von der Hauptstufe mit Hilfe seiner eigenen Triebwerke die Umlaufbahn erreichen.

- Damit die Ariane 5 auch Satelliten in eine Geotransferbahn (GTO) bringen konnte, wurde eine relativ kleine Oberstufe (Bezeichnung EPS L9.7) entwickelt, die im Ring der Steuerungseinheit angebracht wurde. Diese Stufe fasste 9,7 Tonnen Treibstoff, der in vier kugelförmigen Tanks untergebracht war. Sie besaß ein druckgasgefördertes Triebwerk, das während einer Brennzeit von bis zu 1100 Sekunden Monomethylhydrazin mit Distickstofftetroxid verbrannte. Das Druckgas Helium war in zwei kleineren kugelförmigen Tanks untergebracht. Die Stufe wurde ebenfalls von Airbus Defence and Space (vormals EADS-Astrium Space Transportation) in Bremen produziert. Das Aestus-Triebwerk wurde vom Werk der Airbus Defence and Space (vormals EADS-Astrium Space Transportation) in Ottobrunn zugeliefert.

### Nutzlastverkleidungen
Es standen drei unterschiedlich lange Nutzlastverkleidungen zur Verfügung, die von RUAG Space in der Schweiz hergestellt wurden. Durch ein pyrotechnisches Trennsystem spalteten sich die Nutzlastverkleidungen längs wie auch entlang der Unterkante auf und wurden abgeworfen, wenn der Luftwiderstand in ca. 110 km Höhe die Fracht nicht mehr beschädigen konnte.
- Die kurze Nutzlastverkleidung war 12,7 m lang. Ihr nutzbares Volumen betrug 125 m3 und war zusammen mit allen Doppelstartvorrichtungen einsetzbar.
- Die mittellange Nutzlastverkleidung war 13,8 m lang. Ihr nutzbares Volumen betrug 145 m3. Sie war zusammen mit der Doppelstartvorrichtung Sylda einsetzbar.
- Die lange Nutzlastverkleidung war 17 m lang. Ihr nutzbares Volumen betrug 200 m3. Sie war ebenfalls zusammen mit der Doppelstartvorrichtung Sylda einsetzbar.
- RUAG entwickelte eine noch längere Nutzlastverkleidung für die Ariane 5 ME mit 18,9 m Länge für einen Einsatz ab dem Jahr 2017.[11] Mit dem Einstellen der Entwicklung der Ariane 5 ME im Dezember 2014 (s. u.) gab es hierfür keinen Bedarf mehr.
- Wegen steigender Volumina geostationärer Satelliten wurde auch eine nochmals um zwei Meter verlängerte Nutzlastverkleidung in Erwägung gezogen.[11][12]

Daneben gab es noch Distanzringe, die ebenfalls von RUAG Space gefertigt wurden und zur Verlängerung aller zur Verfügung stehenden Verkleidungen eingesetzt werden konnten. Die Verlängerung betrug 50 bis 200 cm, was einem Volumen von 8 bis 33 m³ entsprach. Diese Ringe wurden unterhalb der Nutzlastverkleidung eingebaut und verblieben auf der Rakete.

### Doppelstartvorrichtungen
Um zwei größere Satelliten bei einem Start in die Umlaufbahnen befördern zu können, setzte Arianespace Doppelstartvorrichtungen ein, wobei zwei verschiedene Typen verwendet wurden. Jeder der beiden Typen war in mehreren Versionen erhältlich. Sie wurden von Airbus Defence and Space (vormals EADS-Astrium Space Transportation) in Bremen hergestellt.
Der erste Typ namens Speltra war ein unten offener Zylinder, der mit 5,4 m Durchmesser denselben Durchmesser wie die Rakete hatte. Die Speltra wurde über den bereits zuvor auf der Oberstufe der Ariane 5 befestigten Satelliten gestülpt. Danach wurde auf der Speltra der zweite Satellit befestigt und über diesem die Nutzlastverkleidung angebracht. Die Nutzlastverkleidung saß damit auf der Speltra. Die Speltra war für unterschiedlich große Satelliten in zwei verschiedenen Längen erhältlich: Die kurze Speltra war 5,7 m lang und hatte ein nutzbares Volumen von 75 m³, die lange war 7 m lang und hatte ein nutzbares Volumen von 100 m³.
Der Vorteil der Speltra war, dass die in ihr transportierten Satelliten die gleiche maximale Breite besitzen durften wie die Satelliten, die direkt unter der Nutzlastverkleidung transportiert wurden.
Der zweite Typ namens Sylda5 – kurz Sylda – war ein unten offener Zylinder mit 4,6 m Innendurchmesser, der sich innerhalb der Nutzlastverkleidung befand. Er war aus CFK gefertigt und konnte leicht gebaut sein, da er keinen aerodynamischen Kräften widerstehen musste. Sechs unterschiedlich lange Versionen von 4,9 bis 6,4 m Länge und 50 bis 65 m3 nutzbarem Volumen waren verfügbar. Der zweite Satellit wurde auf der Sylda montiert und konnte nur noch den restlichen innerhalb der Nutzlastverkleidung zur Verfügung stehenden Raum ausfüllen.
Auch eine Vergrößerung der Sylda wegen der steigenden Satellitenvolumen wurde von Arianespace angeregt.
Die Sylda wurde von einer ähnlichen Struktur in der Ariane 4 abgeleitet und eingeführt, weil die meisten Satelliten nicht so breit waren, dass eine Speltra benötigt wurde. Das gegenüber der Speltra eingesparte Gewicht kam voll der Nutzlast zugute, weil die Doppelstartvorrichtung erst nach dem Aussetzen des oberen Satelliten in der Umlaufbahn abgestoßen wurde. Da die Sylda schwerere Nutzlasten erlaubte, wurde seit dem Ende der Testflüge nur noch diese verwendet.

### Adapter für Zusatznutzlasten
Zuletzt gab es noch die ASAP-5 (engl. Ariane Structure for Auxiliary Payloads, dt. etwa ‚Ariane-Struktur für Zusatz-Nutzlast‘), eine von EADS Astrium entwickelte und gebaute Halterung für Mini- oder Mikrosatelliten. Sie basierte ebenfalls auf einer ähnlichen Struktur der Ariane 4, wurde aber (wie bei der Ariane 4) eher selten benutzt – bisher bei den Flügen V135, V138, V165, V187 und ohne zu transportierende Satelliten als Ballast bei V193. Die Montage erfolgte bei Doppelstarts in oder über der Speltra bzw. Sylda, ansonsten unterhalb der Primärnutzlast.

## Versionen

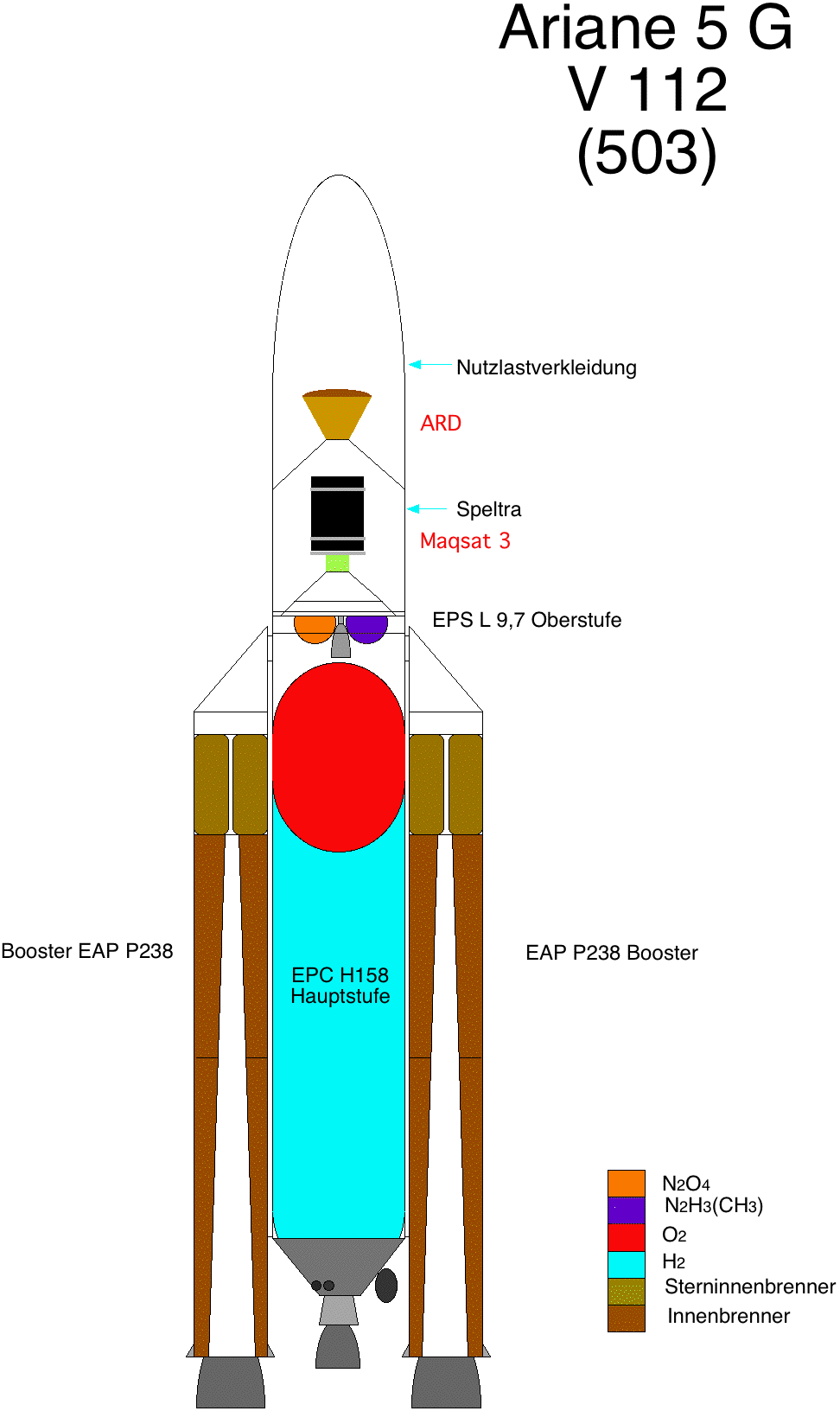
Schnittbild durch die dritte Ariane 5G mit der Speltra-Doppelstartvorrichtung

Vor dem Erstflug der Ariane 5 ging man davon aus, dass sie nur Satelliten starten würde. Die Ariane 4 beherrschte zu dem Zeitpunkt etwa die Hälfte des weltweiten kommerziellen Satellitenstartmarktes und man wollte diese Position mit der Ariane 5 weiter ausbauen. Daneben stieg die Masse der kommerziellen Kommunikationssatelliten kontinuierlich an, sodass man befürchtete, Ariane 5 werde bald nach ihrer Markteinführung keine Doppelstarts mehr durchführen können. Deshalb beschloss die ESA noch vor dem ersten Start ein Leistungssteigerungsprogramm. Zuerst war eine deutliche Vergrößerung der EPS-Oberstufe geplant, damit sie mehr Treibstoff aufnehmen könnte. Auch ein neues turbopumpengefördertes Triebwerk sollte diese veränderte Stufe erhalten. Jedoch scheiterte dieser Vorschlag an der Sperrung der Entwicklungskosten durch Deutschland.
Während der ESA-Ministerratskonferenz im Oktober 1995 in Toulouse wurde das Erweiterungsprogramm Ariane-5E (Evolution) gebilligt, um den Markt für die größer werdenden Nutzlasten im Telekommunikationsbereich zu sichern. Darin waren die leistungsfähigeren Träger Ariane 5 ECA, Ariane 5 ECB und die Ariane 5 ES geplant.
Bis diese zur Verfügung standen, wurden mit der Ariane 5G+ und Ariane 5GS zwei leicht modifizierte Versionen entwickelt, die eine leicht gesteigerte Nutzlastkapazität hatten und stärker auf die Anforderungen von Raumsonden- und Satellitenstarts optimiert waren.

### Ariane 5G+
Die Ariane 5G+ unterschied sich von der Ariane 5G nur dadurch, dass die EPS-Stufe leicht modifiziert wurde, um die Treibstoffmenge um 250 kg zu erhöhen. Außerdem wurden weitere Veränderungen vorgenommen, um die Stufe wiederzündbar zu machen und längere Freiflugphasen zu ermöglichen. Während der Freiflugphasen rotierte die neue, EPS L10 genannte Oberstufe mit der darauf befindlichen Nutzlast um ihre Längsachse und verteilte so die Sonnenstrahlung gleichmäßiger auf der Oberfläche. Dadurch wurde eine Überhitzung einer Seite der Stufe und der Nutzlast und das Auskühlen ihrer anderen Seite vermieden, da sonst ein Temperaturunterschied von 200 K zwischen den beiden Seiten hätte auftreten können. Dieses Verfahren wird in der Raumfahrt als „Barbecue-Mode“ bezeichnet (englisch für „Grill-Modus“).

### Ariane 5GS

Schnittbild durch eine Ariane 5 GS

Die Ariane 5GS hatte neben der wiederzündbaren EPS-L10-Oberstufe auch neue Feststoffbooster. Diese waren im Rahmen des Performance-2000-Programms im Auftrag (und auf Kosten) von Arianespace entwickelt worden. Das Programm hatte zum Ziel, die Nutzlastkapazität der Ariane 5 durch kleine Verbesserungen zu steigern, und lief schon vor dem Leistungssteigerungsprogramm der ESA an. Die EAP-P241-Booster hatten eine um drei Tonnen erhöhte Treibstoffzuladung im obersten der drei Segmente und eine verlängerte Schubdüse aus leichterem Material, um die Schuberzeugung in großen Höhen zu verbessern und das Gewicht zu senken. Dadurch stieg der durchschnittliche Schub auf 5060 kN und der Maximalschub auf 7080 kN.
Die aus dem Evolution-Programm adaptierte Hauptstufe war etwas schwerer und verwendete ein Vulcain-1B-Triebwerk, eine modifizierte Version des Vulcain-1-Triebwerks der Ariane 5G und 5G+. Diese Kombination lieferte allerdings so viel weniger Leistung als die alte Hauptstufe mit Vulcain 1, dass die verstärkten Booster diesen Leistungsverlust nicht voll ausgleichen konnten. Nach wirtschaftlichen Aspekten schien dies jedoch die „bessere“ Lösung zu sein, als weiterhin die alte Hauptstufe zu fertigen.

### Ariane 5 ECA
Die Ariane 5 ECA konnte mit 10,9 Tonnen (anfangs 9,6 Tonnen) deutlich schwerere Nutzlasten als ihre Vorläuferversionen befördern. Der Zusatz ECA steht für Evolution Cryotechnique Type A. Sie verfügte über eine modernisierte erste Stufe mit dem neuen Vulcain-2-Triebwerk und der neuen kryogenen Oberstufe ESC-A (Etage Supérieur Cryotechnique Type A – kryogene Oberstufe Typ A).
Die modernisierte Hauptstufe mit dem neukonstruierten schubgesteigerten Vulcain-2-Triebwerk enthielt durch eine Verschiebung des Tankzwischenbodens 173 Tonnen Treibstoff und hieß EPC H173.

Schnittbild durch eine Ariane 5 ECA

Die neue Oberstufe ESC-A H14,4 verwendete das in der dritten Stufe der Ariane 4 eingesetzte Triebwerk HM-7B, das einen höheren Schub als die bisherige Oberstufe lieferte und nicht wiederzündbar war. Dadurch konnten schwerere Nutzlasten und mehr Treibstoff mitgeführt werden. Die Treibstoffzuladung lag jetzt bei 14,6 Tonnen. Durch die Verwendung von Wasserstoff als Verbrennungsträger lag die Nutzlastkapazität der Ariane 5 ECA bei 9,6 Tonnen Nutzlast bei einem Einzelstart und 9,1 Tonnen bei einem Doppelstart. Sie war damit erheblich höher als die der bisherigen Ariane 5, bei nur leicht angestiegenen Herstellungskosten.
Die Ariane 5 ECA sollte durch Leistungssteigerungen Ende 2010 bei Doppelstarts eine Nutzlast von 9,2 Tonnen und Ende 2011 von 9,5 Tonnen erreichen. [Veraltet - was wurde aus dieser Planung?] Der bis auf eine Verlängerung ebenfalls nahezu unverändert von der Ariane 4 übernommene Tank für den Oxidator (Sauerstoff) wurde vom neuen, nahezu halbkugelförmigen Treibstofftank für den Wasserstoff umgeben. Dieser hatte die Form einer dicken Kugelschale, so dass es zwischen ihm und dem Sauerstofftank einen Zwischenraum gab. Die Stufe hatte einen Durchmesser von 5,4 Metern. Die Steuerungseinheit saß nun auf der Oberstufe und war strukturell leichter als die bei den EPS-Oberstufen eingesetzte Version, weil sie nicht mehr die in ihr sitzende Stufe tragen musste. Zur ESC-A-Stufe gehörte auch der Teil des Zwischenstufenadapters, der die Schubdüse des HM-7B-Triebwerks umschloss. Bei der Stufentrennung verblieb dieser Teil der Oberstufe zur Gewichtsreduzierung auf der EPC und nur die eigentliche Oberstufe flog weiter.
Die Ariane 5 ECA wurde deshalb primär als Zwischenlösung bis zum Erscheinen der inzwischen gestrichenen Ariane 5 ECB für Starts in geostationäre Transferbahnen (GTO) entwickelt.
Auch der Erstflug der Ariane 5 ECA am 11. Dezember 2002 scheiterte. Als Ursache wurde ein strukturelles Versagen der Düse des Vulcain-2-Triebwerks festgestellt. Eine Folge des Fehlschlags war, dass der für den 13. Januar 2003 geplante Start der Rosetta-Mission verschoben werden musste, da das Risiko eines Totalverlustes nun als zu hoch eingeschätzt wurde.
In der nach dem Fehlstart modifizierten Ariane 5 ECA wurde ein verbessertes Vulcain-2-Triebwerk verwendet, bei dem die Düse verstärkt und etwas verkürzt wurde. Zusätzlich wurde der Kühlmitteldurchsatz erhöht und sie erhielt einen speziellen Wärmeschutz aus Zirkoniumoxid. Die verbesserten Triebwerke wurden – auch wegen der Fehlfunktion beim Erstflug – in einer neuen Vakuumkammer des DLR in Lampoldshausen getestet. Ein großer Teil des für die Requalifizierung der Ariane 5 ECA benötigten Geldes soll für die Errichtung dieser Prüfstände ausgegeben worden sein.
Ein Rahmenvertrag über 30 Ariane 5 (Produktionslos PA) im Gesamtwert von drei Milliarden Euro wurde im Mai 2004 abgeschlossen. Er sollte es ermöglichen, die Produktion zu rationalisieren und die Ariane 5 ECA gegenüber der russischen Konkurrenz zu stärken.
Der erfolgreiche zweite Start der Ariane 5 ECA erfolgte am 12. Februar 2005.
Einer Absichtserklärung von 2007 folgend bestellte Arianespace im Januar 2009 weitere 35 Ariane 5 ECA (Produktionslos PB) für über 4 Milliarden Euro beim Hauptauftragnehmer EADS-Astrium. Diese wurden ab Ende 2010 eingesetzt, nachdem die Ariane 5 des Produktionsloses PA verbraucht waren.
Die Lieferung weiterer 18 Ariane 5 ECA wurde im Dezember 2013 mit dem EADS-Astrium vereinbart. Diese wurden von 2017 bis 2019 eingesetzt. Der Auftragswert der Vereinbarung lag bei über 2 Milliarden Euro.

### Ariane 5 ES ATV

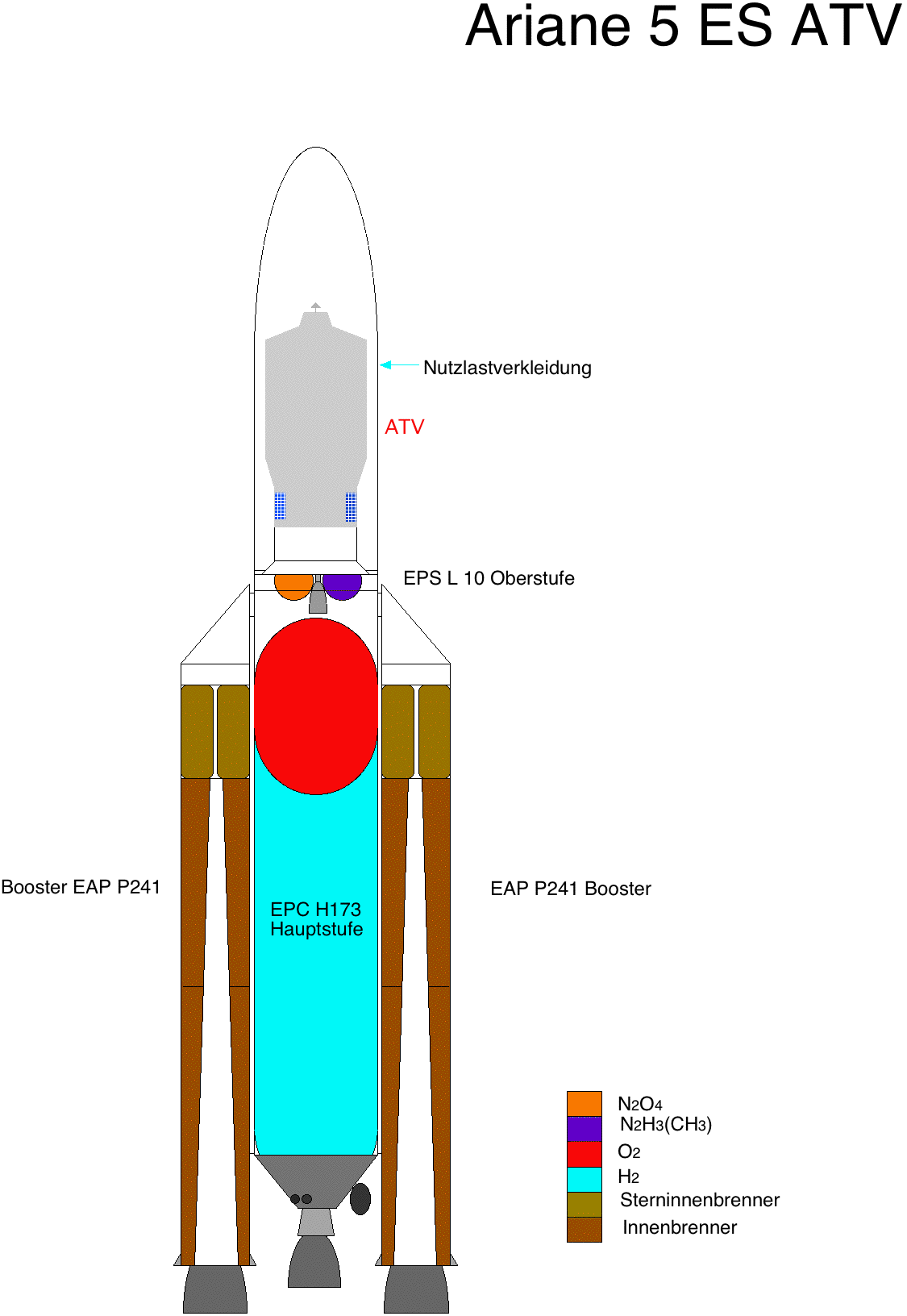
Schnittbild durch eine Ariane 5ES mit ATV

Diese Version der Ariane 5 diente zum Transport des europäischen Versorgungsschiffs Automated Transfer Vehicle (ATV) zur ISS. Das unter Druck stehende ATV lieferte Fracht, Wasser, Stickstoff, Sauerstoff und Treibstoff. Außerdem hob es die Raumstation an, um dem Absinken durch den Bremseffekt der Atmosphäre entgegenzuwirken, und transportierte Abfall ab.
Insgesamt konnte die Ariane 5 ES ATV bis zu 21 Tonnen Nutzlast in einen erdnahen Orbit transportieren. Die Rakete hatte als erste Stufe die EPC H173 mit dem verbesserten Vulcain-2-Triebwerk und als zweite Stufe eine speziell für die Einsätze mit dem ATV modifizierte Version der wiederzündbaren EPS-Oberstufe – die EPS-V –, auf der das ATV angebracht wurde.
Die EPS-V-Oberstufe wurde bei einem typischen Flug insgesamt dreimal gezündet. Die erste Zündung erfolgte nach dem Ausbrennen der ersten Stufe. Danach wurde die zweite Stufe abgeschaltet und es begann eine ballistische Flugphase im elliptischen Transferorbit. Im Apogäum wurde das Triebwerk ein zweites Mal gezündet, um in dieser Höhe auf einen annähernd kreisförmigen niedrigen Erdorbit zu wechseln. Mit der dritten Zündung wurde die Stufe nach der Abtrennung des ATV so weit abgebremst, dass sie in eine elliptische Erdumlaufbahn eintrat, deren Perigäum in der Atmosphäre lag. Beim Durchgang durch das Perigäum verglühte sie dann in der Erdatmosphäre.
Das ATV hob nach der Abtrennung von der EPS-V-Oberstufe seine Bahn mit seinen eigenen Triebwerken bis zum ISS-Orbit an.

### Ariane 5 ES Galileo
Diese Version war eine für den Transport von Satelliten in mittelhohe Kreisbahnen angepasste Version der Ariane 5 ES ATV. Sie brachte jeweils vier Satelliten des Europäischen Satellitennavigationssystems Galileo auf einmal in ihre 23.616 km hohen Kreisbahn mit 56° Inklination zum Äquator. Die Ariane 5 ES Galileo bestand aus der EPC-H173-Erststufe mit einem Vulcain-2-Triebwerk, zwei EAP-241-Boostern und einer speziell für die Missionen mit Galileo-Satelliten angepassten wiederzündbaren EPS-Oberstufe mit dem AESTUS-Triebwerk.
Die vier Satelliten wurden für den Transport an einer Starthalterung montiert. Dabei befanden sich alle Satelliten in der gleichen Ebene in Winkeln von 90° zueinander an vier Seiten der Halterung. Nach Erreichen der Umlaufbahn wurden sie paarweise zur Seite hin abgestoßen, ehe die Oberstufe deaktiviert wurde.
EADS-Astrium wurde am 2. Februar 2012 mit der Entwicklung der Ariane 5 ES Galileo beauftragt. Ursprünglich 2014 geplant, erfolgte der Erstflug mit der Flugnummer VA233 am 17. November 2016.

### Planung einer Ariane 5 ME (Ariane 5 ECB)

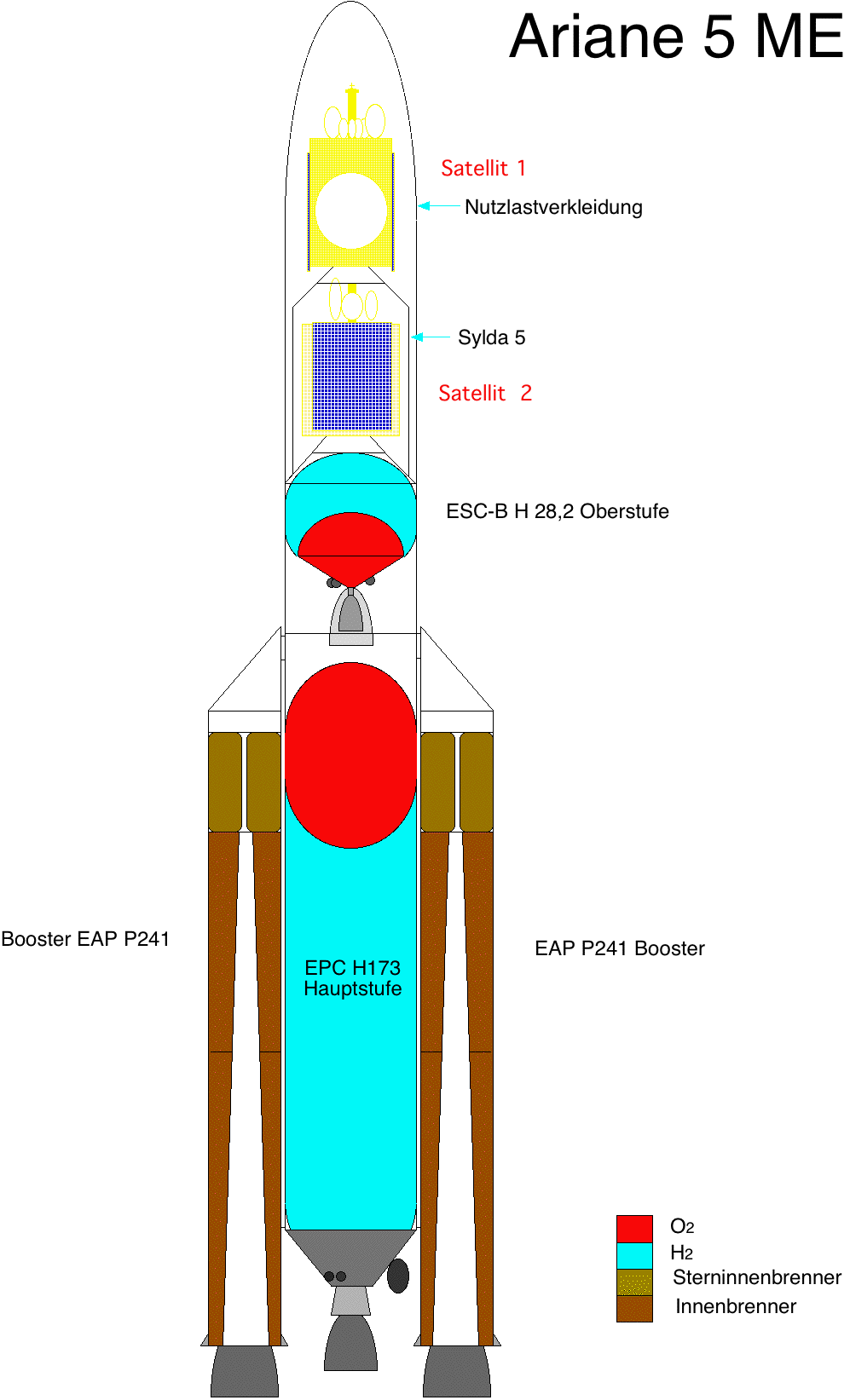
Schnittbild durch eine Ariane 5ME

Die Kosten für einen zweiten Testflug der Ariane 5 ECA und die Nachbesserung der Trägerrakete führten dazu, dass die Entwicklung der noch stärkeren Oberstufe ESC-B für die Version Ariane 5 ECB im Jahr 2003 vorerst nicht weiter betrieben wurde. Nach dem erfolgreichen zweiten Testflug der Ariane 5 ECA im Februar 2005 wollte die EADS die Entwicklung der Ariane 5 ECB aufgeben, da sie schätzte, dass die nach den damaligen Planungen bei 12 Tonnen liegende GTO-Nutzlastkapazität der Ariane 5 ECB die Anforderungen des kommerziellen Satellitenstartmarktes übersteigen würde und deshalb die relativ hohen Entwicklungskosten wirtschaftlich nicht zu rechtfertigen wären. Diese Meinung revidierte die EADS im Februar 2006, und der Chef der EADS Space Transportation sprach in einem Interview mit der FTD von einem Fehler. Da jedoch die ESA die Entwicklung der Ariane 5 finanzierte, wurde die endgültige Entscheidung über diese Vorschläge vom Ministerrat der ESA getroffen. Bei der Tagung des ESA-Ministerrates im Dezember 2005 fiel keine offizielle Entscheidung über die Ariane 5 ECB. So ruhte die Entwicklung der ESC-B-Oberstufe. Stattdessen wurden Projektstudien über ein zukünftiges europäisches Trägersystem beschlossen. Damals wurde vermutet, dass diese Studien zur Entwicklung eines neuen Trägersystems, mit dem Zwischenschritt der ESC-B-Oberstufe für die Ariane 5, führen. Auch beim Treffen des ESA-Ministerrates im Dezember 2008 fiel keine Entscheidung zur Ariane 5 ECB, das Vinci-Triebwerk wurde jedoch weiterentwickelt. Endgültig sollte beim Ministerratstreffen 2011 über die Ariane 5 ECB entschieden werden.
Die ESA vergab jedoch schon im Dezember 2009 einen Auftrag für Vorentwicklungsarbeiten an der neuen Oberstufe und anderen Modernisierungen an EADS-Astrium. Diese Arbeiten liefen unter der Bezeichnung „Ariane 5 Midlife Evolution (Ariane 5 ME)“. Als Folge der mehrjährigen Verzögerungen stiegen die Kosten für die Entwicklung der ESC-B-Oberstufe stark an. Als die Entwicklung 2003 angehalten wurde, waren dafür noch 699 Millionen Euro vorgesehen. Der Entwurf für die Wiederaufnahme ging von 1,1 Mrd. Euro aus. Dazu wären noch die Mittel gekommen, die zwischen 2003 und 2011 aufgewendet wurden. Tatsächlich wurde beim Treffen des ESA-Ministerrates am 20.–21. November 2012 jedoch nur beschlossen, die Entwicklung der Ariane 5 ME fortzusetzen und mit Studien der Ariane 6 abzugleichen, um möglichst viele der Entwicklungen für beide Träger nutzen zu können. 2014 sollte dann das Ariane-5-ME- und Ariane-6-Programm endgültig gemeinsam gestartet werden. Dazu erhielt EADS-Astrium von der ESA 2013 einen Auftrag über 108 Millionen Euro zur Festlegung der genauen Bauweise der Ariane 6 und zur Fortsetzung der Arbeiten an der Ariane 5 ME. Beim Ministerratstreffen der ESA im Dezember 2014 wurde die Entwicklung einer Ariane 6 bewilligt, die vom Konzept her zwischen der Ariane 5 ME und der bisher vorgesehenen Ariane 6 gelegen hätte.

### Studie zu einer Superschwerlastvariante
Ariane 5 Heavy Lift Derivates ist eine Studie der CNES aus dem Jahre 1991. Es wurde die mögliche Leistungssteigerung der Trägerrakete erörtert. Die erste Stufe hat einen Durchmesser von 8,2 Metern und ist mit fünf Vulcain-II-Triebwerken ausgestattet. Die zweite Stufe hat einen Durchmesser von 5,4 Metern und ist mit einem wiederzündbaren Vulcain-Triebwerk mit 700 kN Schub ausgestattet. Die mögliche Nutzlastkapazität beträgt 90 Tonnen in den LEO und 35 Tonnen in den Mondorbit. In der Studie wird angemerkt, dass die Entwicklung der Ariane 5 Heavy Lift Derivates trotz des Einsatzes erprobter Technologien mit hohen Kosten verbunden wäre.

### Vergleichstabelle
| Raketentyp           | Raketentyp          | Ariane 5G         | Ariane 5G+    | Ariane 5GS    | Ariane 5ES    | Ariane 5ECA      | Ariane 5ME   |
| -------------------- | ------------------- | ----------------- | ------------- | ------------- | ------------- | ---------------- | ------------ |
| Status               | Status              | ausgemustert      | ausgemustert  | ausgemustert  | ausgemustert  | ausgemustert     | gestrichen   |
| Entwicklungszeitraum | von                 | 1987              | 1995          | 1995          | 1995          | 1995             | 1995         |
| Entwicklungszeitraum | bis                 | 1996              | 2003          | 2005          | 2007          | 2002             | Abbruch 2014 |
| Länge                | Länge               | 54 m              | 54 m          | 54 m          | 59 m          | 53 m             | 62 m         |
| Durchmesser          | Durchmesser         | 5,4 m             | 5,4 m         | 5,4 m         | 5,4 m         | 5,4 m            | 5,4 m        |
| Startmasse           | Startmasse          | 750 t             | 750 t         | 753 t         | 775 t         | 777 t            | 798 t        |
| Startschub           | Startschub          | 11.500 kN         | 11.500 kN     | 11.629 kN     | 11.800 kN     | 11.800 kN        | 11.800 kN    |
| Startbeschleunigung  | Startbeschleunigung | 5,55 m/s²         | 5,55 m/s²     | 5,66 m/s²     | 5,45 m/s²     | 5,41 m/s²        | 5,01 m/s²    |
| Max. Nutzlast        | LEO                 | 18.000 kg         | 19.000 kg     | 20.000 kg     | 20.250 kg     | 16.000 kg        | 21.000 kg    |
| Max. Nutzlast        | GTO                 | 6.100 kg          | 6.300 kg      | 6.500 kg      | 8.000 kg      | 10.900 kg        | 12.500 kg    |
| Booster              | Booster             | 2 P               | 2 P           | 2 P           | 2 P           | 2 P              | 2 P          |
| Erster Start         | Erster Start        | 4. Juni 1996      | 2. März 2004  | 11. Aug. 2005 | 9. März 2008  | 11. Dez. 2002    | (kein Start) |
| Letzter Start        | Letzter Start       | 27. Sep. 2003     | 18. Dez. 2004 | 18. Dez. 2009 | 25. Juli 2018 | 5. Juli 2023     | (kein Start) |
| Flüge                | Flüge               | 16                | 3             | 6             | 8             | 82               | 0            |
| Fehlstarts           | Fehlstarts          | 1 + 2 Teilerfolge | 0             | 0             | 0             | 1 + 1 Teilerfolg | 0            |
| Zuverlässigkeit      | Zuverlässigkeit     | 81 %              | 100 %         | 100 %         | 100 %         | 97 %             | -            |

Anmerkung:
1. ↑  Daten Ariane 5
2. ↑  LEO = Erdnahe Umlaufbahn, GTO = Transferbahn zur geostationären Umlaufbahn
3. ↑  Arianespace: Flight VA237: On mission that boosts global connectivity for ViaSat and Eutelsat, the 79th successful launch by Arianespace’s Ariane 5 sets a new performance record and orbits its first all-electric satellite, 1. Juni 2017, abgerufen am 7. Juni 2017 (englisch)
4. ↑  P = Feststoffbooster

| Raketentyp          | Ariane 5G                                                                                | Ariane 5G+ | Ariane 5GS                                                                                       | Ariane 5ES                                                                                 | Ariane 5ECA | Ariane 5ME |
| ------------------- | ---------------------------------------------------------------------------------------- | --- | ------------------------------------------------------------------------------------------------ | ------------------------------------------------------------------------------------------ | --- | --- |
| Status              | ausgemustert                                                                             | ausgemustert | ausgemustert                                                                                     | ausgemustert                                                                               | ausgemustert | gestrichen |
| Feststoffbooster    |                                                                                          | |                                                                                                  |                                                                                            | | |
| Stufenname          | EAP P238                                                                                 | EAP P238 | EAP P241                                                                                         | EAP P241                                                                                   | EAP P241 | EAP P241 |
| Triebwerk           | P238                                                                                     | P238 | P241                                                                                             | P241                                                                                       | P241 | P241 |
| Länge (m)           | 31                                                                                       | 31 | 31                                                                                               | 31                                                                                         | 31 | 31 |
| Durchmesser (m)     | 3                                                                                        | 3 | 3                                                                                                | 3                                                                                          | 3 | 3 |
| Masse (t)           | 270                                                                                      | 270 | 273                                                                                              | 273                                                                                        | 273 | 273 |
| Schub Ø (max.) (kN) | 4400 (6650)                                                                              | 4400 (6650) | 5060 (7080)                                                                                      | 5060 (7080)                                                                                | 5060 (7080) | 5060 (7080) |
| Brennzeit (s)       | 130                                                                                      | 130 | 140                                                                                              | 140                                                                                        | 140 | 140 |
| Treibstoff          | NH4ClO4 / Al, HTPB (Feststoff)                                                           | NH4ClO4 / Al, HTPB (Feststoff)                                                                                       | NH4ClO4 / Al, HTPB (Feststoff)                                                                   | NH4ClO4 / Al, HTPB (Feststoff)                                                             | NH4ClO4 / Al, HTPB (Feststoff) | NH4ClO4 / Al, HTPB (Feststoff)                                                                                    |
| Hauptstufe          |                                                                                          | |                                                                                                  |                                                                                            | | |
| Stufenname          | EPC H158                                                                                 | EPC H158 | EPC H158 modifiziert                                                                             | EPC H173                                                                                   | EPC H173 | EPC H173 |
| Triebwerk           | Vulcain 1                                                                                | Vulcain 1 | Vulcain 1B                                                                                       | Vulcain 2                                                                                  | Vulcain 2 | Vulcain 2 |
| Länge (m)           | 30,5                                                                                     | 30,5 | 30,5                                                                                             | 30,5                                                                                       | 30,5 | 30,5 |
| Durchmesser (m)     | 5,4                                                                                      | 5,4 | 5,4                                                                                              | 5,4                                                                                        | 5,4 | 5,4 |
| Masse (t)           | 170,5 (leer 12,2)                                                                        | 170,5 (leer 12,2) | 170,5 (leer 12,5)                                                                                | 185,5 (leer 14,1)                                                                          | 185,5 (leer 14,1) | 185,5 (leer 14,1)                                                                                                 |
| Schub am Boden (kN) | 815                                                                                      | 815 | 815                                                                                              | 960                                                                                        | 960 | 960 |
| Schub Vakuum (kN)   | 1180                                                                                     | 1180 | 1180                                                                                             | 1350                                                                                       | 1350 | 1350 |
| Brennzeit (s)       | 605                                                                                      | 605 | 605                                                                                              | 540                                                                                        | 540 | 540 |
| Treibstoff          | LOX / LH2                                                                                | LOX / LH2 | LOX / LH2                                                                                        | LOX / LH2                                                                                  | LOX / LH2 | LOX / LH2 |
| Oberstufe           |                                                                                          | |                                                                                                  |                                                                                            | | |
| Stufenname          | EPS L9.7                                                                                 | EPS L10 | EPS L10                                                                                          | EPS L10                                                                                    | ESC-A H14,4 | ESC-B H28,2 |
| Triebwerk           | Aestus                                                                                   | Aestus | Aestus                                                                                           | Aestus                                                                                     | HM-7B | Vinci |
| Länge (m)           | 3,4                                                                                      | 3,4 | 3,4                                                                                              | 3,4                                                                                        | 4,7 | ? |
| Durchmesser (m)     | 3,96 *                                                                                   | 3,96 * | 3,96 *                                                                                           | 3,96 *                                                                                     | 5,4 | 5,4 |
| Masse (t)           | 10,9 (leer 1,2)                                                                          | 11,2 (leer 1,2) | 11,2 (leer 1,2)                                                                                  | 11,2 (leer 1,2)                                                                            | ca. 19,2 (leer ca. 4,6) | (Treibstoff 28,2)                                                                                                 |
| Schub max. (kN)     | 27                                                                                       | 27 | 27                                                                                               | 27                                                                                         | 64,8 | 180 |
| Brennzeit (s)       | 1100                                                                                     | 1170 | 1170                                                                                             | 1170                                                                                       | 970 | 610 (+30 bei 130 kN Schub)                                                                                        |
| Treibstoff          | N2O4 / CH6N2                                                                             | N2O4 / CH6N2 | N2O4 / CH6N2                                                                                     | N2O4 / CH6N2                                                                               | LOX / LH2 | LOX / LH2 |
| Verwendung für:     | Für Hermes optimierte Grundversion beschränkte Freiflugphasen, beschränkt wiederzündbar. | Verbesserte Oberstufe kann jetzt lange Freiflugphasen und ist wiederzündbar. Dadurch u. a. Raumsondenstarts möglich. | Modifizierte leistungsschwächere Hauptstufe, gleicher Oberstufentyp, modernere stärkere Booster. | Verstärkte Struktur für das schwere ATV. Optimiert für langen Einsatz und viele Zündungen. | Neue Oberstufe nicht wiederzündbar, keine Freiflugphasen. Entwickelt als Übergangslösung bis zum Erscheinen der Ariane ECB. Optimiert für Starts in eine geostationäre Transferbahn. | Neue Oberstufe, modernstes Triebwerk, lange Freiflugphasen, wiederzündbar. Für alle Einsätze bis 5 Stunden Dauer. |

* Sitzt in der Instrumenteneinheit von 5,4 m Durchmesser
- ELA-3 = L'Ensemble de Lancement Ariane = Dritter Startplatz der Ariane
- EAP = Étage d'Accélération à Poudre = Feststoffbooster
- EPC = Étage Principal Cryotechnique = Kryogene Hauptstufe
- EPS = Étage à Propergols Stockables = Oberstufe mit lagerbarem Treibstoff
- ESC-A = Étage Supérieur Cryotechnique de type A = Kryogene Oberstufe des Typs A
- ESC-B = Étage Supérieur Cryotechnique de type B = Kryogene Oberstufe des Typs B

## Starteinrichtungen

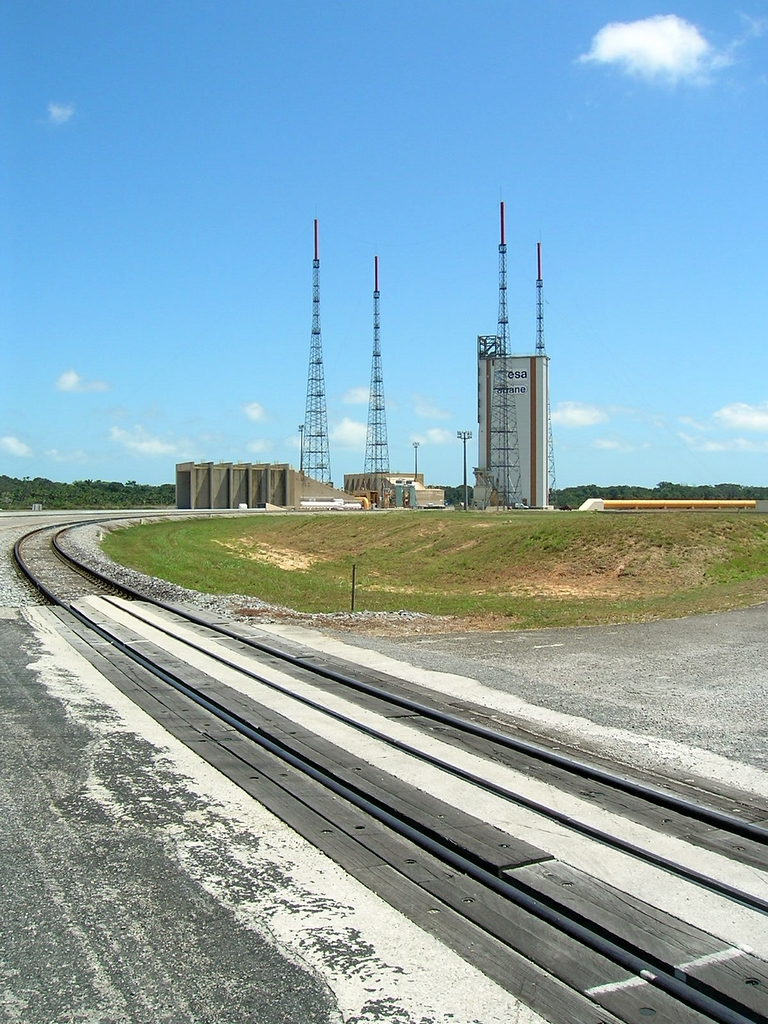
Startplatz der Ariane 5

Alle Starts der Ariane 5 fanden vom Raumfahrtzentrum Guayana in Kourou, Französisch-Guayana, statt. Für den Start der Ariane 5 wurde ein eigener Startplatz – ELA-3 – mit dazugehörigen Einrichtungen für die Startvorbereitungen eingerichtet, um bis zu zehn Starts pro Jahr zu ermöglichen. Die gesamten Startvorbereitungen dauerten 21 Tage. Um den Aufwand am Startplatz gering zu halten, wurde – im Gegensatz zur Ariane 4 – die Nutzlast bereits sechs Tage vor dem Start in die Rakete eingebaut. Die Rakete wurde ungefähr 30 Stunden vor dem Start zur Rampe befördert.
Durch das vereinfachte Startkonzept wurden große Startrampen zur Versorgung der Rakete mit Treibstoff nicht benötigt. Daneben verringerte sich die Anfälligkeit für Störungen vor dem Start.
Im für die Startvorbereitungen vorgesehenen Bereich befanden sich vier Hauptgebäude:
- Im Bâtiment d’Intégration Propulseur (BIP) wurden die Feststoffbooster montiert und überprüft;
- im Bâtiment d’Intégration Lanceur (BIL) wurde die Hauptstufe auf dem beweglichen Starttisch aufgerichtet und die Booster angebracht;
- im Bâtiment d’Assemblage Final (BAF) wurden die Nutzlastvorrichtungen montiert und aufgerichtet, die Tanks der Oberstufe befüllt (nicht bei kryogenen Oberstufen) und die letzten elektrischen Überprüfungen durchgeführt;
- im Startzentrum Centre de Lancement n°3 (CDL-3) fanden die Startoperationen statt.

Im Jahr 2000 wurde ein zweiter beweglicher Starttisch dem Startkomplex hinzugefügt. 2001 wurde auf 3.000 m² eine neue Anlage (S5) zur Abfertigung von bis zu vier Nutzlasten gleichzeitig errichtet. Envisat war der erste Satellit, der sie nutzte.

## Startvorbereitungen und Start in eine geostationäre Transferbahn (GTO)
Die Startvorbereitungen begannen damit, dass etwa 1–2 Monate vor dem geplanten Start die Hauptstufe, die Oberstufe und die Nutzlastverkleidung, in übergroße Container verpackt, per Schiff im Hafen von Kourou ankamen. Von dort wurden sie in ihren Transportcontainern auf Tiefladern in den Weltraumbahnhof gebracht.
Am nächsten Tag begann die Montage. Die Hauptstufe wird aus ihrem Transportcontainer gehoben. Vertikal am Kran hängend wurde sie über den Starttisch gefahren. Am nächsten Tag wurden die bereits montierten Feststoffbooster herangefahren und links und rechts an der Hauptstufe befestigt.
Die beiden in Transportcontainern verpackten Satelliten, die bei diesem Start transportiert werden sollten, wurden jeweils in einem eigenen Großraum-Transportflugzeug (meistens Antonow An-124) auf dem Flughafen von Cayenne angeliefert. Von dort wurden sie zum Weltraumbahnhof gebracht. Hier wurden die Satelliten entladen, technisch überprüft und zum Schluss meistens mit Treibstoff betankt.
Währenddessen gingen die Montagearbeiten an der Rakete weiter.
- Bei der Ariane 5GS wurde als nächster Schritt der Ring mit der Steuerungseinheit auf der Hauptstufe montiert. Am nächsten Tag folgte die EPS-Oberstufe, die im Instrumentenring befestigt wurde.
- Bei der Ariane 5 ECA wurde vor Flug V179 als nächster Schritt die ESC-A-Oberstufe auf der Hauptstufe montiert und am nächsten Tag auf ihr die Instrumenteneinheit. Ab dem Flug V179 wurde die ESC-A-Oberstufe und die Instrumenteneinheit bereits zu einer Einheit zusammenmontiert von Astrium in Bremen angeliefert und auf die Hauptstufe montiert, sodass die Montage der Ariane 5 ECA beschleunigt und vereinfacht wurde.

Dann wurde die Rakete vom BIL ins BAF überführt, wo die kombinierten Vorbereitungen von Rakete und Nutzlast begannen. Der erste Satellit wurde auf der Doppelstartvorrichtung montiert. Über ihn wurde die Nutzlastverkleidung montiert. Danach wurde der zweite Satellit auf der Oberstufe montiert. Über ihn wurde die Kombination aus Nutzlastverkleidung, Satellit und Doppelstartvorrichtung gestülpt. Nun wurde noch – wenn vorhanden – die EPS-Oberstufe mit 10 Tonnen lagerfähigem Treibstoff betankt. Anschließend rollte die Rakete aus dem BAF zur Startrampe und der etwa 11 Stunden dauernde Countdown konnte beginnen.
Der Countdown diente hauptsächlich dazu, die Hauptstufe, und – wenn vorhanden – die ESC-A-Oberstufe mit flüssigem Sauerstoff und Wasserstoff zu betanken und alle wichtigen Systeme nochmals zu testen. sieben Minuten vor dem Start übernahm der Computer die Kontrolle. Wenn der Countdown Null erreicht, zündete das Triebwerk der Hauptstufe und wurde auf maximalen Schub hochgefahren. Nachdem es die volle Schubkraft erreicht hatte, wurde es vom Computersystem auf korrekte Funktion überprüft. Wenn alles OK ist, zündeten die Feststoffbooster und erreichen innerhalb von 0,3 Sekunden ihre volle Schubkraft. Die Rakete hob ab. Wenige Sekunden nach dem Abheben ging sie vom senkrechten Aufstieg in einen schrägen Aufstieg in Richtung Atlantik über. Etwa 120 Sekunden nach dem Abheben waren die Feststoffbooster ausgebrannt und wurden abgesprengt. Etwa 180 Sekunden nach dem Start flog die Rakete in über 100 km Höhe. Die Nutzlastverkleidung wurde abgeworfen und fiel in den Atlantik. Angetrieben von ihrem Haupttriebwerk und mit dem Schwung, den sie durch ihre Feststoffbooster erfahren hatte, stieg die Rakete weiter auf eine Gipfelhöhe von etwa 130 km. Dann sank sie, fast parallel zur Erdoberfläche beschleunigend, wieder auf etwa 115 km ab. Bei der Ariane 5 GS war die Hauptstufe nach 605 Sekunden ausgebrannt und wurde abgetrennt. Die Stufe umkreiste fast einmal die Erde und trat vor der Westküste Südamerikas wieder in die Erdatmosphäre ein. Bei der Ariane 5 ECA und ESV war die Hauptstufe hingegen schon nach 590 Sekunden ausgebrannt und wurde abgetrennt, flog auf einer parabelförmigen Bahn über einen Teil des Atlantiks und ging bereits vor der Westküste Afrikas nieder.
Nach der Abtrennung der Hauptstufe zündete die EPS- oder ESC-A-Oberstufe und beschleunigte weiter. Bei der Ariane 5 GS erreichte die EPS-Oberstufe samt ihrer Nutzlast nach weiteren über 1100 Sekunden Brennzeit in etwa 1000 Kilometern Höhe die geostationäre Transferbahn. Bei der Ariane 5 ECA erreicht die ESC-A-Oberstufe mit ihrer Nutzlast nach weiteren etwa 970 Sekunden Brennzeit in etwa 600–700 Kilometern Höhe die geostationäre Transferbahn. Nun wurde die Oberstufe mit der auf ihr sitzenden Nutzlast neu ausgerichtet und der oben auf der Doppelstartvorrichtung sitzende Satellit abgestoßen. Nachdem der Satellit sich aus dem Schwenkbereich der Oberstufe entfernt hatte, wurde diese wiederum neu ausgerichtet und stieß die Doppelstartvorrichtung ab. Einige Minuten später wurde die Oberstufe nochmals ausgerichtet und stieß den zweiten, meist kleineren und leichteren Satelliten ab.
Die erreichte geostationäre Transferbahn hatte normalerweise bei der Ariane 5 GS eine geplante Höhe von etwa 570–35890 km und eine Neigung von 7°. Jedoch war auch eine Abweichung von ± 10 km beim Perigäum und ± ca. 80–100 km im Apogäum und ± 0,5° Bahnneigung noch erlaubt. Die Ariane 5 schaffte es meistens, die geplanten Bahnhöhen bis auf wenige km genau zu erreichen und die Bahnneigung zum Äquator auf nur wenige hundertstel bis zehntel Grad.
Die geostationäre Transferbahn mit der höchsten Nutzlast hatte bei der Ariane 5 ECA ungefähr eine geplante Höhe von etwa 250–35890 km und eine Bahnneigung von 7°. Weil jedoch bei vielen Starts die Nutzlast nicht die volle Nutzlastkapazität der Ariane 5 ECA ausnutzte, wurde die noch zur Verfügung stehende Kapazität dazu genutzt, um einen GTO mit weniger als 7° Neigung anzufliegen (hinunter bis zu 2°). Von diesem aus benötigen Satelliten weniger Treibstoff, um die geostationäre Umlaufbahn zu erreichen. Das kommt ihrer Lebensdauer zugute. Wie bei der Ariane 5 GS war auch bei der Ariane 5 ECA eine Abweichung von ± 10 km beim Perigäum und ± ca. 80–100 km im Apogäum und ± 0,5° Bahnneigung erlaubt. Auch die Ariane 5 ECA schaffte es meist, die geplanten Bahnhöhen bis auf wenige Kilometer genau zu erreichen und die Bahnneigung zum Äquator auf nur wenige hundertstel bis zehntel Grad.

## Starts
Die Ariane 5 war von 1996 bis 2023 im Einsatz. In den ersten Jahren wurde sie parallel zu der älteren Ariane 4 verwendet. Nach dem letzten Start der Ariane 4 am 15. Februar 2003 war die Ariane 5 bis zum Start der Vega 2012 die einzige aktive Trägerrakete Europas. Ihr erster erfolgreicher Start erfolgte am 30. Oktober 1997. Die meisten Nutzlasten waren Kommunikationssatelliten, die in geostationäre Transferbahnen abgesetzt wurden.

### Fehlgeschlagener Erstflug
Die Ariane 5 startete am 4. Juni 1996 zu ihrem Erstflug V88 mit den vier Cluster-Satelliten als Nutzlast. Nach 37 Sekunden stellte sich die Rakete plötzlich quer, brach durch die Luftkräfte auseinander und sprengte sich selbst. Dabei kamen keine Menschen ums Leben, doch der materielle Schaden belief sich auf etwa 370 Millionen US-Dollar. Verkürzte Darstellungen nennen den Fehlstart einen der teuersten Softwarefehler der Geschichte.
In der Untersuchung wurden jedoch mehrere Fehler auch im Entwicklungsprozess gefunden, von denen jeder einzelne, wäre er nicht gemacht worden, den Verlust verhindert hätte. So stellte sich heraus, dass Teile der Software von der Ariane 4 übernommen worden waren, ohne die Gültigkeit der Anforderungen zu überprüfen und ohne das System zu testen. Es handelte sich um Code zur Kalibrierung der Trägheitsnavigationsplattformen vor dem Start. Das Weiterlaufen nach dem Start für 40 Sekunden verhalf dem System bei Ariane 4 zu schnellerer Verfügbarkeit nach Unterbrechungen der Startprozedur, war aber für Ariane 5 überhaupt unnötig, jedenfalls zu lang bemessen. Da Ariane 5 sich dynamischer bewegen konnte, nahm die Fehlerschätzung der Odometrie schneller zu, was einen Überlauf verursachte, für den eine angemessene Ausnahmebehandlung als nicht notwendig erachtet worden war. Die unbehandelte Ausnahme führte anforderungsgemäß in einen Zustand, in dem weder Sensorsignale noch weiterhin korrekt berechnete Lagedaten an den Steuerungsrechner weitergeleitet wurden.

### Weitere Fehlschläge
Abgesehen vom Erststart gab es einen weiteren Fehlschlag und drei Teilerfolge; dabei schlug zwischen dem 11. Dezember 2002 und dem 25. Januar 2018 keine Mission fehl.
| Seriennummer | Typ   | Startdatum (UTC)         | Nutzlasten                       | Grund |
| ------------ | ----- | ------------------------ | -------------------------------- | --- |
| V-88         | 5 G   | 4. Juni 1996, 12:34 Uhr  | 4 Cluster-Satelliten             | 36 s nach dem Start kam die Rakete bedingt durch einen Softwarefehler vom Kurs ab. Sie sprengte sich bei 37,3 s. |
| V-101        | 5 G   | 30. Okt. 1997, 13:43 Uhr | Maqsat-H, TEAMSAT, YES, Maqsat-B | Orbit zu niedrig durch Minderleistung der Unterstufe                                                             |
| V-142        | 5 G   | 12. Juli 2001, 22:58 Uhr | Artemis, BSAT-2b                 | Orbit zu niedrig durch Minderleistung der Oberstufe                                                              |
| V-157        | 5 ECA | 11. Dez. 2002, 22:22 Uhr | Hot Bird 7, STENTOR              | Absturz auf Grund von Fehler im Haupttriebwerk                                                                   |
| VA-241       | 5 ECA | 25. Jan. 2018, 22:20 Uhr | SES-14/GOLD, Al Yah 3            | Orbit mit zu hoher Inklination durch falsche Startrichtung                                                       |

Beim Start in der Nacht vom 25. auf 26. Januar 2018 vom Weltraumbahnhof Kourou ging die Kommunikation zur Rakete wenige Sekunden nach dem Zünden der Oberstufe verloren.

### Bedeutende Nutzlasten und Höchstleistungen

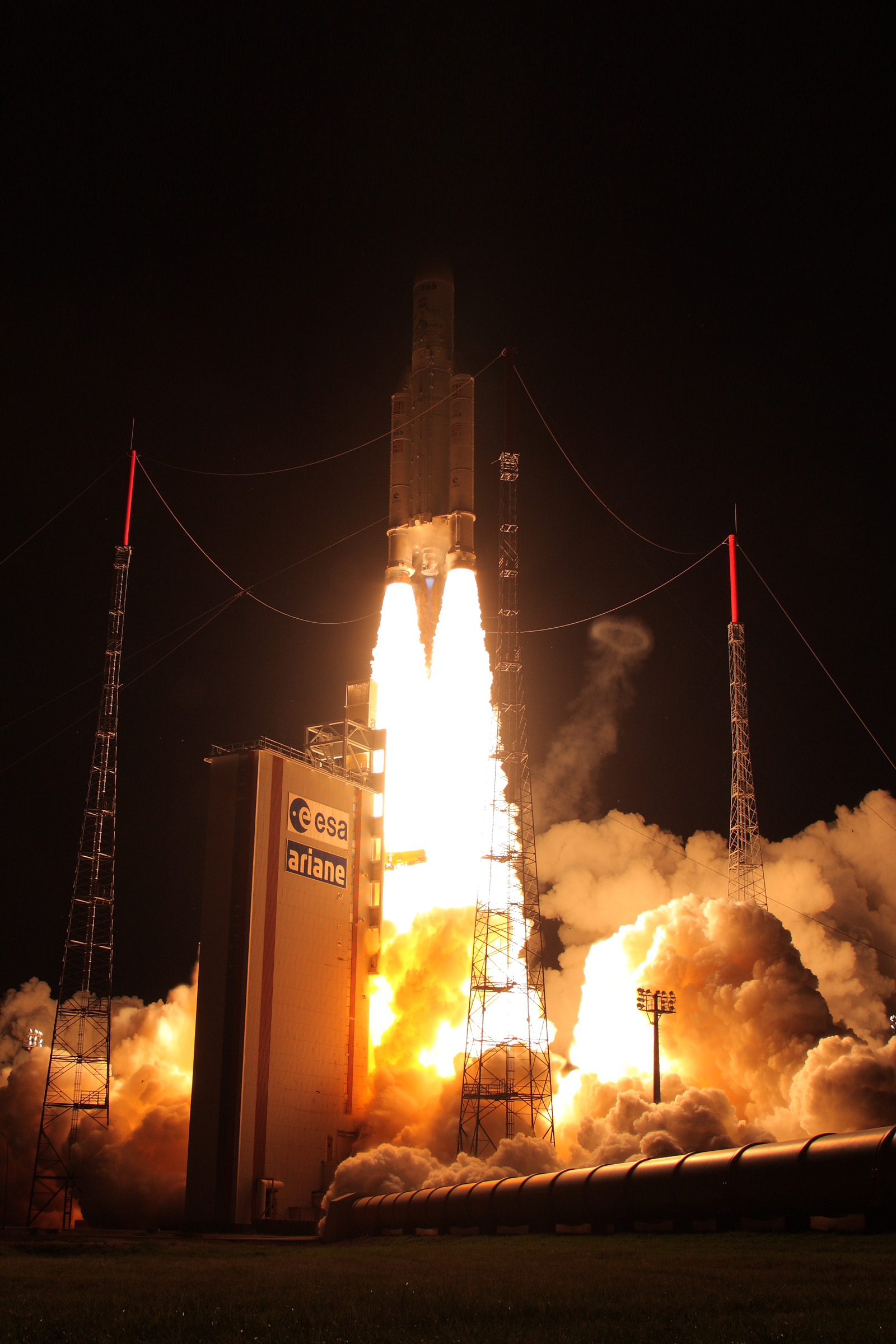
Start einer Ariane 5 ES ATV mit dem 4. ATV

Am 28. Februar 2002 startete eine Ariane 5 G den 8,2 Tonnen schweren Umweltsatelliten Envisat der ESA in eine sonnensynchrone Umlaufbahn.
Am 27. September 2003 startete eine Ariane 5 G die Raumsonde SMART-1 zum Mond.
Am 2. März 2004 startete eine Ariane 5 G+ die Sonde Rosetta zum Kometen Tschurjumow-Gerassimenko.
Am 14. Mai 2009 startete eine Ariane 5 ECA die Weltraumteleskope Herschel und Planck in eine hochexzentrische Umlaufbahn zwischen 270 und 1.197.080 km Höhe, die 5,99° zum Äquator geneigt ist. Vom erdfernsten Punkt dieser Umlaufbahn manövrierten sich die Teleskope in ihre Umlaufbahnen um den Lagrange-Punkt L2.
Am 1. Juli 2009 startete eine Ariane 5 ECA den mit 6,9 Tonnen bis dahin schwersten zivilen Kommunikationssatelliten TerreStar 1 in eine geostationäre Transferbahn.
Am 5. Juni 2013 startete eine Ariane 5 ES das ESA-Versorgungsraumschiff ATV-4 zur Internationalen Raumstation in eine 51,6° zum Äquator geneigte Umlaufbahn in etwa 260 km Höhe. Mit 19,887 Tonnen Startgewicht war es die schwerste Nutzlast der Ariane 5.
Am 20. Oktober 2018 startete eine Ariane 5 ECA die Raumsonde BepiColombo zum Merkur.
Am 25. Dezember 2021 startete eine Ariane 5 ECA das James-Webb-Weltraumteleskop zum Lagrange-Punkt L2. Durch die akkurate Flugbahn konnte genügend Treibstoff eingespart werden, um die Betriebsdauer des Teleskops auf zwanzig Jahre verdoppeln zu können, weil weniger Kurs-Korrekturen anfallen. Eric Berger, Weltraumkorrespondent des Magazins Ars Technica, schreibt diesen Erfolg der Sorgfalt der Ingenieure der Ariane 5 zu.